# Zimowe Igrzyska Paraolimpijskie 2022
Zimowe Igrzyska Paraolimpijskie 2022 – zimowe, międzynarodowe zawody paraolimpijskie, które odbyły się w Pekinie w Chinach w dniach od 4 do 13 marca 2022 roku. Były to 13. zimowe igrzyska paralimpijskie uznawane oficjalnie przez Międzynarodowy Komitet Paralimpijski (IPC).

## Dyscypliny
Podczas Zimowych Igrzysk Paraolimpijskich w 2022 r. odbyło się 78 wydarzeń w pięciu dyscyplinach sportowych, czyli o dwa mniej niż w 2018 roku. W czerwcu 2019 roku IPC wycofał cztery z sześciu proponowanych dyscyplin snowboardu dla kobiet, ponieważ nie spełniły one wymaganych kryteriów wykonalności podczas Mistrzostw Świata Parasnowboardu w 2019 roku.
- Narciarstwo alpejskie (30)
- Narciarstwo biegowe
  -  Biathlon (18)
  -  Biegi narciarskie (20)
- Hokej na lodzie na siedząco (1)
- Snowboarding (8)
- Curling na wózkach (1)

## Miejsca

Klastry paraolimpijskie

Miejsca rozgrywek podczas Zimowych Igrzysk Paraolimpijskich 2022 zostały podzielone na trzy główne klastry:
1. Klaster Pekin: obejmuje m.in. Pekińskie Narodowe Centrum Pływackie (curling), Pekiński Narodowy Stadion Kryty (para hokej na lodzie) oraz Pekiński Narodowy Stadion (ceremonie otwarcia i zamknięcia).
2. Klaster Yanqing: odbywały się tam zawody w narciarstwie alpejskim oraz mieściła się wioska paraolimpijska.
3. Klaster Zhangjiakou: obejmował konkurencje w narciarstwie biegowym, biathlonie i snowboardzie.

## Tabela medalowa
*   Gospodarz ( Chiny)
| Miejsce | Reprezentacja     | Złoto | Srebro | Brąz | Razem |
| ------- | ----------------- | ----- | ------ | ---- | ----- |
| 1       | Chiny*            | 18    | 20     | 23   | 61    |
| 2       | Ukraina           | 11    | 10     | 8    | 29    |
| 3       | Kanada            | 8     | 6      | 11   | 25    |
| 4       | Francja           | 7     | 3      | 2    | 12    |
| 5       | Stany Zjednoczone | 6     | 11     | 3    | 20    |
| 6       | Austria           | 5     | 5      | 3    | 13    |
| 7       | Niemcy            | 4     | 8      | 7    | 19    |
| 8       | Norwegia          | 4     | 2      | 1    | 7     |
| 9       | Japonia           | 4     | 1      | 2    | 7     |
| 10      | Słowacja          | 3     | 0      | 3    | 6     |
| Razem   | Razem             | 70    | 66     | 63   | 199   |